# Listopadová revoluce v Sasku (1918–1919)
Listopadová revoluce v Sasku (německy Novemberrevolution in Sachsen) byla revoluce v Saském království, která se v rámci listopadové revoluce na celém území Německého císařství rozšířila po 3. listopadu 1918. Vzbouření vojáci zakládali vojenské a dělnické rady, což v Drážďanech vedlo k vyhlášení saské republiky a následné abdikaci krále Fridricha Augusta III. V přechodné „revoluční vládě“ zasedli umírnění i radikální sociální demokraté, kteří rozhodli o konání svobodných komunálních voleb v lednu 1919. Protože tyto volby vyhrála Většinová sociálnědemokratická strana Německa (MSPD), došlo k relativně rychlému uklidnění situace, uspořádání voleb do zemského a říšského sněmu a k následnému vyhlášení „Prozatímní ústavy Svobodného státu Sasko“.

## Revoluce vSasku (1918)
Již 25. října 1918 vyzval v Pirně usazený spartakovec a poslanec říšského sněmu za SPD Otto Rühle k ozbrojené celoněmecké revoluci. Tato revoluce, která započala povstáním námořníků v Kielu 3. listopadu, se brzy rozšířila také do Saska. Zjevné přitom bylo, že jejím předobrazem byla ruská říjnová revoluce. Brzy se utvořily vojenské rady, rady dělníků a společné vojensko-dělnické rady. Dne 6. listopadu si zvolilo asi 3000 vojáků v kasárnách v Großenheimu první vojenskou radu v Sasku. Dne 8. listopadu pak došlo v Lipsku, Saské Kamenici a Drážďanech k revolučním akcím vzbouřených vojáků a dělníků. Delegáti námořníků z Kielu si svou moc pojistili v lipských kasárnách. V Saské Kamenici povstali vojáci zdejších kasáren a večer se zúčastnili masového shromáždění na náměstí Theaterplatz. Alfred Fellisch se jménem SPD vyslovil pro založení německé republiky, Alfred Kliem a Ephraim Reif podpořili za Nezávislou sociálnědemokratickou stranu Německa (USPD) a spartakovce vznik republiky socialistické. To ukázalo již na počátku revoluce rozpory v základních otázkách budoucího vývoje.
Pro Sasko rozhodující události se ovšem odehrály v zemském hlavním městě. Saské ministerstvo vnitra vydalo 9. listopadu 1918 následující zprávu: „Včera večer v Drážďanech masové nepokoje vzbouřených vojáků. Hlavní strážnice, generální štáb, dělostřelecké kasárny, hlavní nádraží obsazeny. Dav prosazoval propuštění zatčených za drobné trestné činy. Jeden obchod se zbraněmi vyrabován. V hotelu „Deutscher Hof“ byly vyraženy dveře kvůli hledaným důstojníkům, jimž byly servány výložky a zabaveny zbraně. Nepokoje trvaly do čtvrté hodiny ranní. Dnes skupiny vzbouřených vojáků na zastávkách pouliční dráhy, aby pochytali a odzbrojili důstojníky. Krev netekla, protože Jeho Výsost král použití zbraní zakázal. Dnes dopoledne zasedání štábu s vojenskou radou. Odpoledne uspořádali vládnoucí socialisté shromáždění na náměstí Theaterplatz, aby pokud možno vypustili rybník těchto nezávislých a dostali jejich lidi do dělnických rad. Na šest odpoledne je vojenská rada ohlášena na ministerstvu vnitra.“ V tento den se ustavila dělnicko-vojenská rada, ke které patřili členové SPD a odboráři Georg Gradnauer, Johann Wilhelm Buck, Julius Fräßdorf, Max Heldt a Albert Schwarz. Paralelně k ní vznikla revoluční dělnicko-vojenská rada se členy USPD a přívrženci spartakovců. Obě rady se na shromáždění v cirkuse Sarrasani v Drážďanech 10. listopadu sjednotily do „Spojené revoluční dělnicko-vojenské rady Velkých Drážďan“. Předsedy byli vyhlášeni Otto Rühle a Albert Schwarz. Oba krátce poté zbavili ministry jejich úřadu, požádali je však, aby pokračovali v úřadování. V Sasku byla vyhlášena republika. Na znamení vítězství vyvěsilo po tomto vyhlášení 19 dělníků a vojáků rudou vlajku na věži drážďanského zámku, což je zdokumentováno ve dvorním žurnálu krále Fridricha Augusta III. Dne 13. listopadu se panovník z rodu Wettinů ze svého útočiště v braniborské obci Guteborn vzdal saského trůnu. Vedoucí členové dělnicko-vojenských rad ze Saské Kamenice, Drážďan a Lipska formulovali 14. listopadu „Proklamaci k saskému lidu“, v níž uvedli své revoluční cíle: přeměna kapitalistické výroby na společenskou; vyvlastnění soukromého nemovitého majetku, dolů a hutí, surovin, bank, strojů a dopravních prostředků; úplné překonání panující buržoazní třídy; absolutní vláda v souladu s vůlí pracující třídy; všeobecné vyzbrojení lidu; rozluka církve a státu; likvidace saského státu ve prospěch jednotné socialistické republiky.
Dne 14. listopadu byla „Radou lidových pověřenců“ dosazena „revoluční vláda“. Trojice členů tzv. většinových sociálních demokratů (Georg Grandauer, Albert Schwarz, Johann Wilhelm Buck) a trojice nezávislých sociálních demokratů (Richard Lipinski, Hermann Fleißner, Friedrich Geyer) utvořily přechodnou vládu k volbám do nového zemského sněmu a do jmenování z nich vzešlé vlády. Protože zastánci radikální levice Fritz Heckert a Otto Rühle odmítli s touto vládou spolupracovat, došlo brzy k odpadnutí levicově-socialistických hnutí. Lidoví pověřenci, kteří fungovali jako vláda, vydali 16. listopadu „Vyhlášku o pokračování služebních záležitostí“, ve které bylo oznámeno, že celá správní organizace nadále trvá. Úřady a jejich úředníci byli vyzváni, aby nadále pokračovali ve své činnosti. „V politickém smýšlení a jeho projevech“, jak je zde psáno, “jsou úředníci svobodní. Nesmí docházet k jakémukoliv nátlaku, a obzvláště ne k přísežným prohlášením a potvrzením určitého politického smýšlení“. Vládní prohlášení z 18. listopadu pak obsahovalo záruku demokratických vymožeností, zachování saského státu a hospodářské přeměny, avšak žádné vyvlastňování. Sasko vstoupilo na cestu parlamentní demokracie.

## Utvoření Svobodného státu (1919)
První důležitý krok k normalizaci poměrů představovaly komunální volby v lednu 1919, které byly vyhlášeny prozatímní vládou 28. listopadu 1918. Tyto volby zavedly všeobecné, rovné, tajné a přímé hlasovací právo pro muže a ženy, kteří dosáhli dvaceti let. Volitelnost všech oprávněných volit a volební kandidátka podle poměrného hlasovacího práva doplňovaly toto moderní volební právo, jež mělo být standardem pro budoucí volby do zemského a říšského sněmu. Zřetelný kurz k parlamentní demokracii byl v Sasku nastoupen, když při volbách do dělnicko-vojenských rad na konci listopadu a na začátku prosince 1918 zvítězila Většinová sociálnědemokratická strana Německa (MSPD) a stala se státotvornou stranou. Ze 30 členů dělnicko-vojenské rady patřilo 28 k MSPD a jen dva k USPD. Tím byla také otázka budoucího vládního a parlamentního systému rozhodnuta ve prospěch parlamentní demokracie.
Zemské shromáždění saských dělnicko-vojenských rad 27. prosince 1918 odhlasovalo volby do zemského a říšského sněmu na začátku roku 1919. Ještě na konci prosince schválili lidoví pověřenci „Výnos o volbách do lidové komory Saské republiky“. Po volbách do říšského sněmu 19. ledna 1919, při nichž získala většinu říšských poslanců MSPD, se 2. února 1919 konaly volby do saské lidové komory. Z 96 poslanců této lidové komory bylo 42 členů MSPD, 15 členů USPD, 22 členů Německé demokratické strany (DDP), 13 členů Německé národně lidové strany (DNVP) a čtyři členové Německé lidové strany (DVP). MSPD sice dosáhla svého cíle získat absolutní většinu, dosáhla jí však společně s USPD. Do lidové komory se dostalo celkem 57 sociálnědemokratických poslanců a 39 poslanců z buržoazních stran. Na ustavujícím shromáždění byl 25. února prezidentem sněmu zvolen sociální demokrat Julius Fräßdorf, viceprezidenty se stali politik USPD Richard Lipinski a demokrat dr. Dietel. Lidová komora o tři dny později odhlasovala „Prozatímní ústavu Svobodného státu Sasko“, jíž se ústavní cestou uzákonilo také nové označení státu. „Rezoluce“ formulovaná frakcí USPD, která k této Prozatímní ústavě doplnila programové prohlášení o budoucím vývoji Saska jakožto „demokraticky-socialistickém svobodném státu“ a která obsahovala rovněž stanovisko této frakce k „dvoukomorovému systému“ parlamentu a dělnicko-vojenské rady, byla zamítnuta. Z tohoto důvodu nedošlo ke vzniku společné vlády, ale pouze menšinové vlády MSPD, v níž úřad ministerského předsedy převzal Georg Gradnauer. Proces normalizace byl ještě jednou narušen, když byl ministr války Gustav Neuring (v souvislosti se škrty v rámci válečných penzí) 12. dubna 1919 vyvlečen demonstranty ze svých služebních prostor v tzv. Blockhausu, ztýrán, vhozen do Labe a zastřelen. Den poté vyhlásila Gradnauerova vláda v Sasku stav obležení. Freikorps, pohraniční stráž a vládní vojsko pod velením generála Maerkera zajistily klid ve Svobodném státě a rozpustily také „republiku rad“ pod vedením USPD v Lipsku.

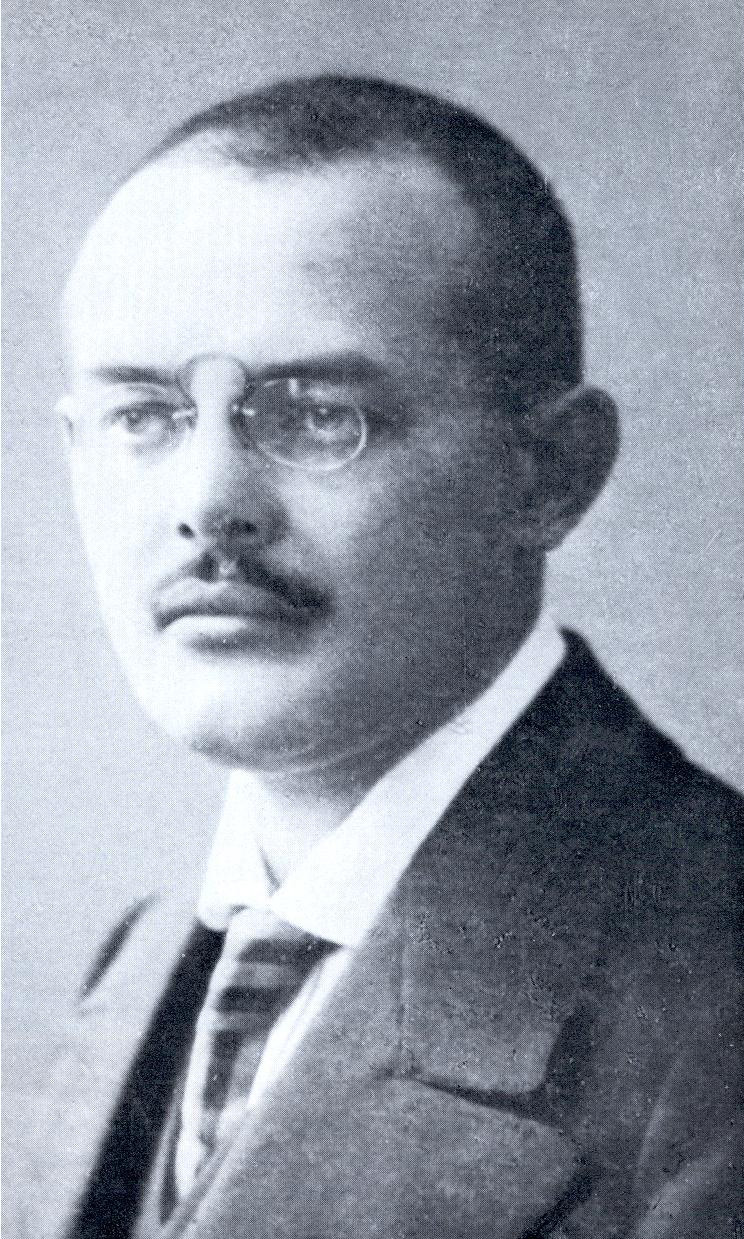
Otto Rühle v roce 1912
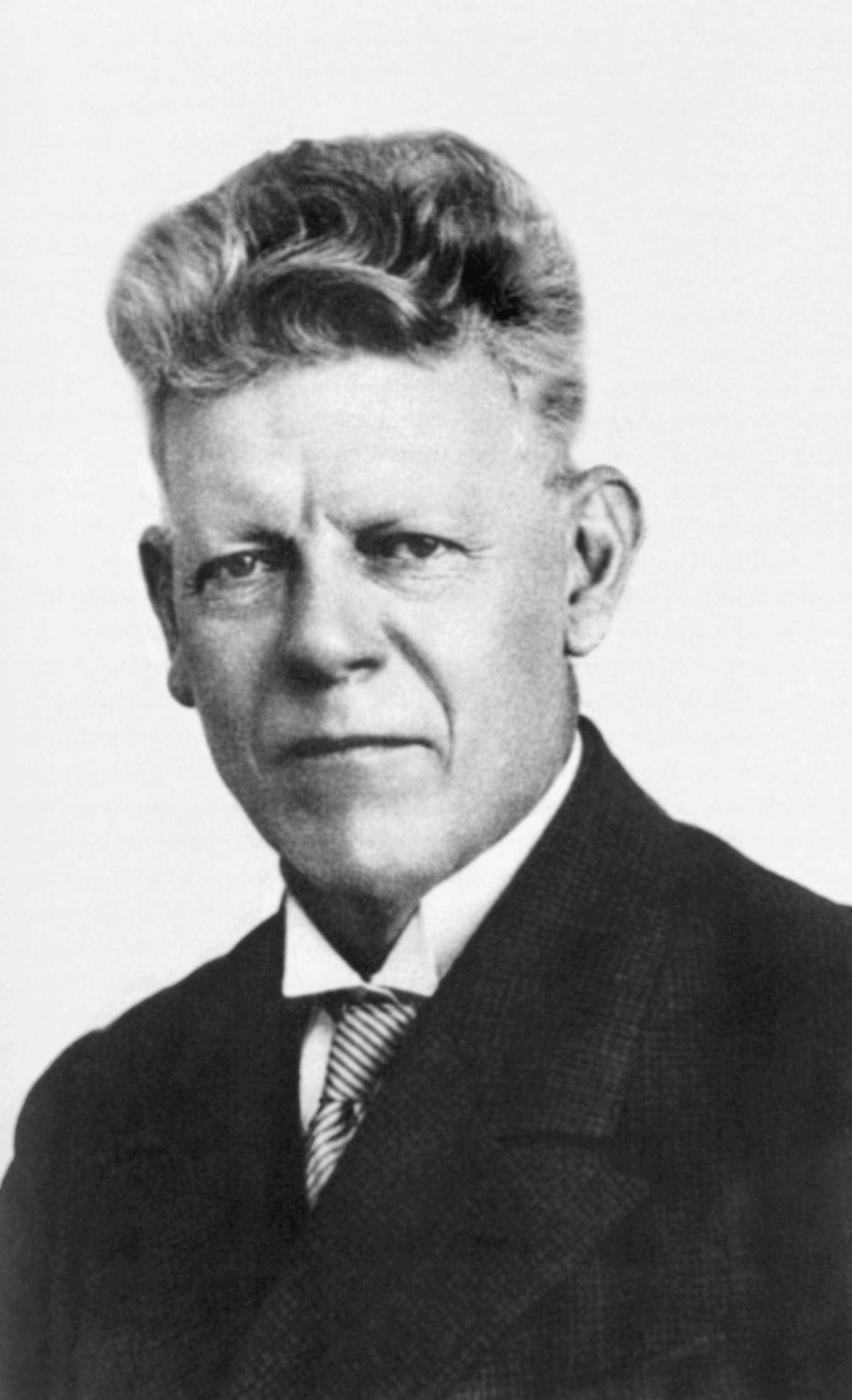
Johann Wilhelm Buck kolem roku 1915
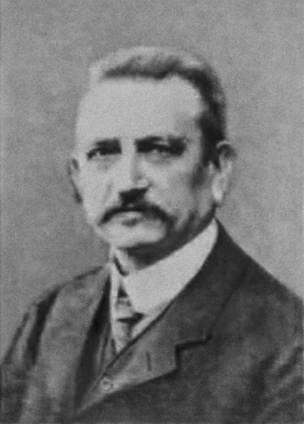
Julius Fräßdorf kolem roku 1903
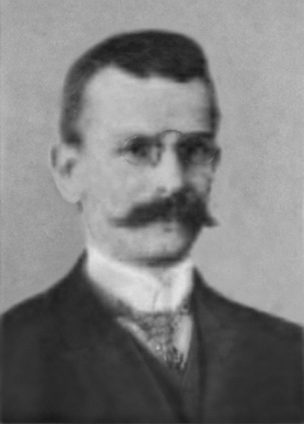
Max Heldt v roce 1909
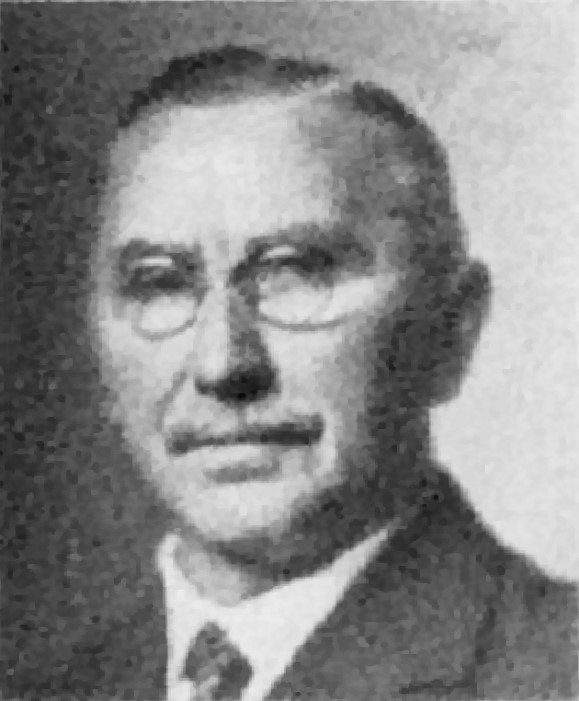
Hermann Fleißner kolem roku 1933
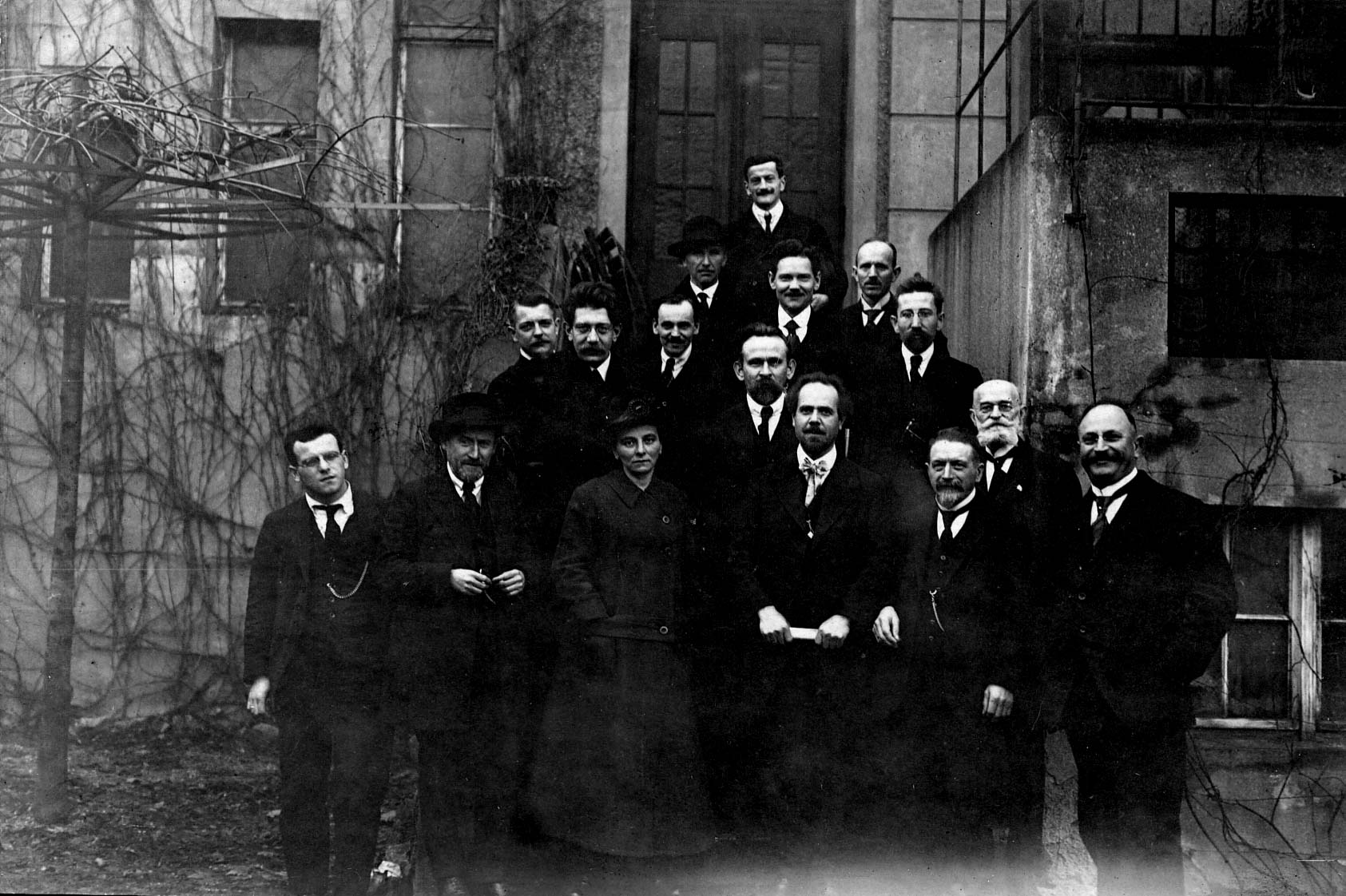
Předsednictvo USPD 5. 12. 1919, Friedrich Geyer v první řadě druhý zprava